# Khady Hane

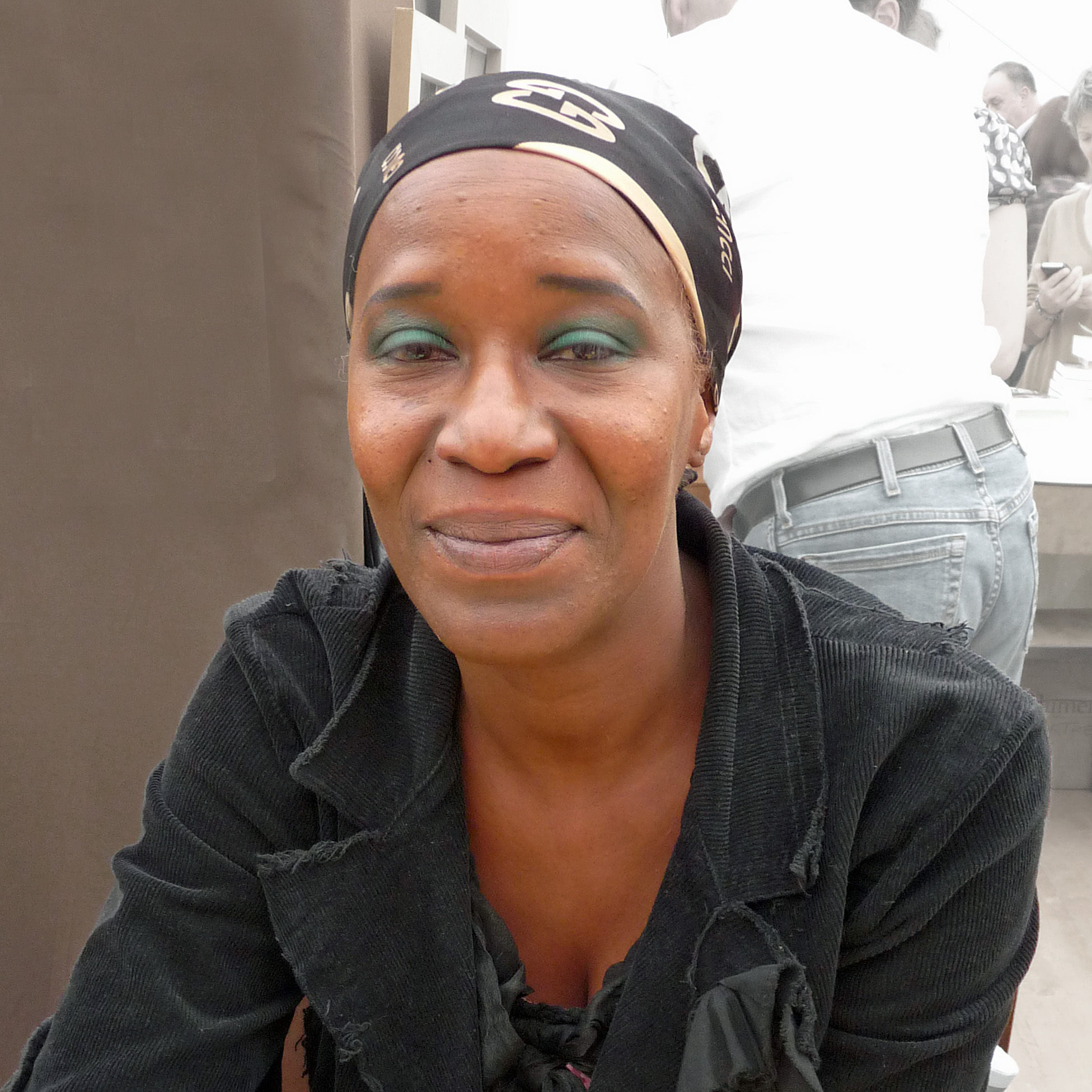
Khady Hane (2011)

Khadidjatou Hane (* 6. Dezember 1962 in Dakar) ist eine senegalesische Autorin, die in französischer Sprache schreibt. Sie studierte an der Universität von Paris.

## Werke
- 1998: Sous le regard des étoiles… NEAS, Dakar 1998.
- 2001: Les violons de la haine. Manuscrit.com, Paris 2001.
- 2001: Ma sale peau noire.Manuscrit.com, Paris 2001.
- 2002: Le Collier de paille. Editions Ndzé, Libreville 2002, ISBN 2-911464-14-1.
- 2005: Il y en a trop dans les rues de Paris. Théâtre. Editions Ndzé, Bertoua, Cameroun, ISBN 2-911464-26-5.
- 2015: Demain, si Dieu le veut Joelle Losfeld, Paris, ISBN 978-2072635601